# Ministero degli affari esteri (Bielorussia)
Il Ministero degli affari esteri della Repubblica di Bielorussia' (in bielorusso Міністэрства замежных спраў Рэспублікі Беларусь?, Ministėrstva zamežnych spraŭ Rėspubliki Belarus) è un dicastero del governo bielorusso che amministra la politica estera e le relazioni internazionali della Bielorussia.

## Elenco dei ministri
| Ministro      | Ministro         | Ministro                 | Partito                          | Governo         | Mandato           | Mandato          |
| Ministro      | Ministro         | Ministro                 | Partito                          | Governo         | Inizio            | Fine             |
| ------------- | ---------------- | ------------------------ | -------------------------------- | --------------- | ----------------- | ---------------- |
| Affari esteri |                  |                          |                                  |                 |                   |                  |
|               |                  | Piatro Kravchanka (1950) | Partito Bielorusso dei Comunisti | Kebič           | 19 settembre 1991 | 21 luglio 1994   |
|               |                  | Uladzimir Syanko (1946)  | Indipendente                     | Čyhir           | 21 luglio 1994    | 18 novembre 1996 |
| Linh          | 18 novembre 1996 | Uladzimir Syanko (1946)  | Indipendente                     | 13 gennaio 1997 |                   |                  |
| Linh          |                  |                          | Ivan Antanovich (1937)           | Indipendente    | 13 gennaio 1997   | 4 dicembre 1998  |
| Linh          |                  |                          | Ural Latypov (1951)              | Indipendente    | 4 dicembre 1998   | 18 febbraio 2000 |
| Jarmošyn      | 18 febbraio 2000 | 27 novembre 2000         | Ural Latypov (1951)              | Indipendente    |                   |                  |
| Jarmošyn      |                  |                          | Mikhail Khvostov (1949)          | Indipendente    | 27 novembre 2000  | 1º ottobre 2001  |
| Navicki       | 1º ottobre 2001  | 21 marzo 2003            | Mikhail Khvostov (1949)          | Indipendente    |                   |                  |
| Navicki       |                  |                          | Sjarhej Martynaŭ (1953)          | Indipendente    | 21 marzo 2003     | 11 luglio 2004   |
| Sidorski I    | 11 luglio 2004   | 6 aprile 2006            | Sjarhej Martynaŭ (1953)          | Indipendente    |                   |                  |
| Sidorski II   | 6 aprile 2006    | 28 dicembre 2010         | Sjarhej Martynaŭ (1953)          | Indipendente    |                   |                  |
| Mjasnikovič   | 28 dicembre 2010 | 20 agosto 2012           | Sjarhej Martynaŭ (1953)          | Indipendente    |                   |                  |
| Mjasnikovič   |                  |                          | Uladzimir Makej (1958-2022)      | Indipendente    | 20 agosto 2012    | 28 dicembre 2014 |
| Kabjakoŭ      | 28 dicembre 2014 | 18 agosto 2018           | Uladzimir Makej (1958-2022)      | Indipendente    |                   |                  |
| Rumas         | 27 luglio 1960   | 4 giugno 2020            | Uladzimir Makej (1958-2022)      | Indipendente    |                   |                  |
| Haloŭčenka    | 4 giugno 2020    | 26 novembre 2022         | Uladzimir Makej (1958-2022)      | Indipendente    |                   |                  |
| Haloŭčenka    |                  |                          | Sjarhej Alejnik (1965)           | Indipendente    | 13 dicembre 2022  | 27 giugno 2024   |
| Haloŭčenka    |                  |                          | Maksim Ryzhenkov (1972)          | Indipendente    | 27 giugno 2024    | in carica        |